# Effloresce
Albums de Oceansize
Relapse
(2002) Music for Nurses
(2004)
Effloresce est le premier album studio du groupe britannique Oceansize, paru en septembre 2003.

## Liste des titres
1. "Effloresce" – 4:18
2. "Catalyst" – 6:40
3. "One Day All This Could Be Yours" – 4:19
4. "Massive Bereavement" – 9:59
5. "Rinsed" – 3:58
6. "You Wish" – 6:00
7. "Remember Where You Are" – 5:22
8. "Amputee" – 5:32
9. "Unravel" – 2:50
10. "Women Who Love Men Who Love Drugs" – 8:30
11. "Saturday Morning Breakfast Show" – 9:04
12. "Long Forgotten" – 8:57